# Espectro continuo

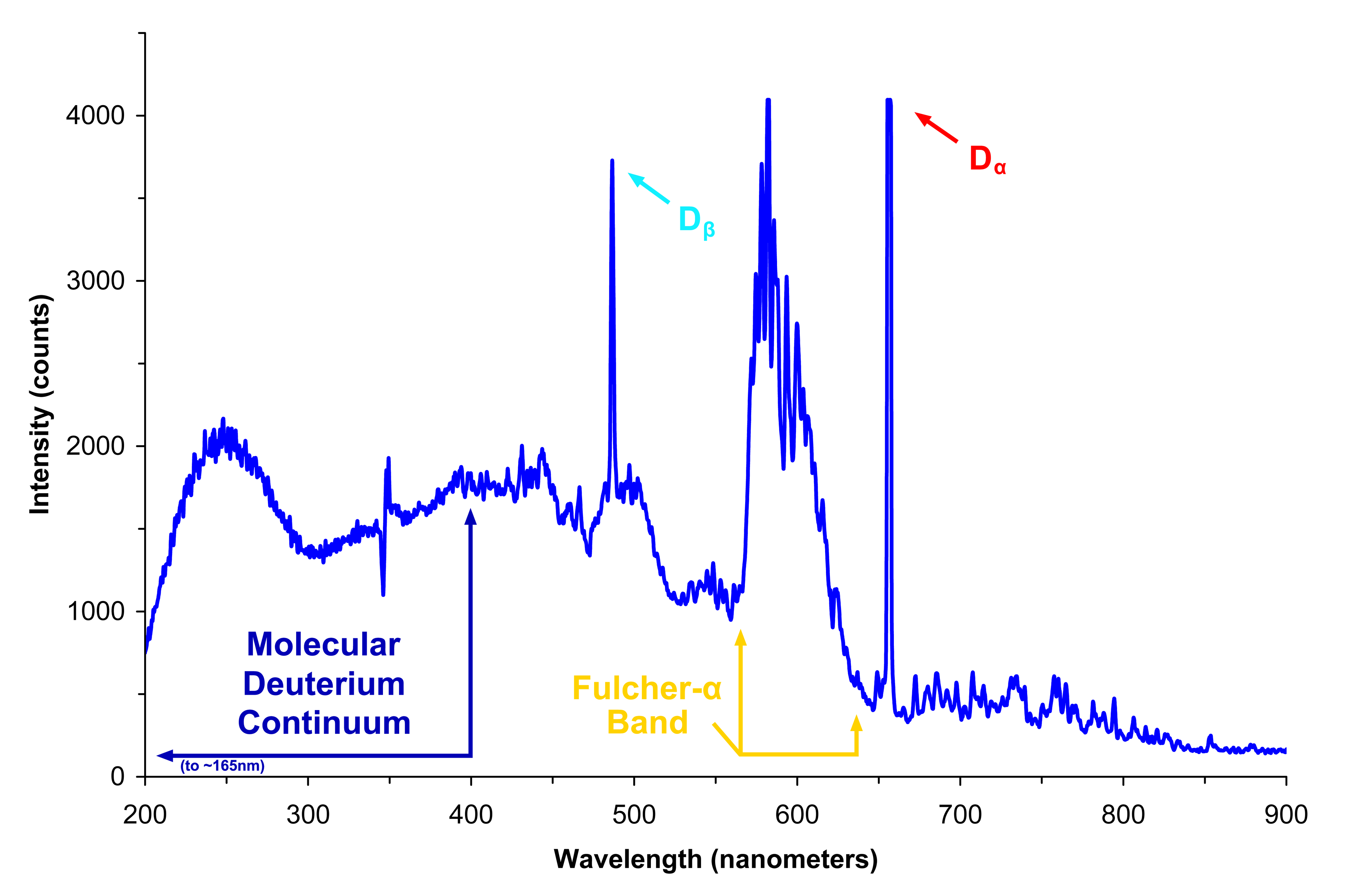
Espectro de luz emitida por una lámpara de deuterio, que muestra una parte discreta (picos altos y agudos) y una parte continua (que varía suavemente entre los picos). Los picos y valles más pequeños pueden deberse a errores de medición en lugar de líneas espectrales discretas.

En física, un espectro continuo generalmente significa un conjunto de valores alcanzables para cierta cantidad física (como energía o longitud de onda) que se describe mejor como un intervalo de números reales, en oposición a un espectro discreto, un conjunto de valores alcanzables que son discretos en el sentido matemático, donde hay una brecha positiva entre cada valor y el siguiente. 
El ejemplo clásico de un espectro continuo, del cual se deriva el nombre, es la parte del espectro de la luz emitida por los átomos excitados de hidrógeno que se debe a que los electrones libres se unen a un ion de hidrógeno y emiten fotones, que se extienden suavemente en un amplio rango de longitudes de onda, en contraste con las líneas discretas debido a que los electrones caen de algún estado cuántico unido a un estado de menor energía.
Como en ese ejemplo clásico, el término se usa con mayor frecuencia cuando el rango de valores de una cantidad física puede tener tanto una parte continua como una parte discreta, ya sea al mismo tiempo o en diferentes situaciones. En los sistemas cuánticos, los espectros continuos (como en bremsstrahlung y radiación térmica) generalmente se asocian con partículas libres, como átomos en un gas, electrones en un haz de electrones o electrones en banda de conducción en un metal. En particular, la posición y el momento de una partícula libre tiene un espectro continuo, pero cuando la partícula se limita a un espacio limitado, su espectro se vuelve discreto. 
A menudo, un espectro continuo puede ser solo un modelo conveniente para un espectro discreto cuyos valores están demasiado cerca para distinguirse, como en los fonones en un cristal. 
Los espectros continuos y discretos de los sistemas físicos pueden modelarse en el análisis funcional como diferentes partes en la descomposición del espectro de un operador lineal que actúa sobre un espacio funcional, como el operador hamiltoniano. 